# Gaston Alibert
Gaston Jules Louis Antoine Alibert (* 22. Februar 1878 in Paris; † 26. Dezember 1917 ebenda) war ein französischer Fechter.

## Leben
Gaston Alibert nahm an zwei Olympischen Spielen teil. 1900 in London landete er im Einzel des Degenfechtwettbewerbs auf dem siebten Rang. Bei den Olympischen Spielen 1908 in London wurde er sowohl im Einzel als auch mit der Mannschaft Olympiasieger. Im Einzel erreichte er das Finale, in dem er mit fünf Siegen auf dem ersten Platz landete. Im Mannschaftswettbewerb zog die französische Equipe nach Siegen über Dänemark und Großbritannien in das Gefecht um Gold gegen Belgien ein, in dem Frankreich siegreich blieb.
Während des Ersten Weltkriegs erkrankte er als Frontsoldat an Tuberkulose. Er starb 1917 im Alter von 39 Jahren in seiner Heimatstadt.